# 若王寺
若王寺（なこうじ）は、兵庫県尼崎市にある町丁。1丁目から3丁目まである。郵便番号は661-0974。

## 地理
東は小中島、西は上坂部・下坂部、南は下坂部、北は口田中・瓦宮と隣接している。

## 交通

### 鉄道
鉄道は走っていない。

### バス
| 路線番号 | 業者     | 起点     | 町内の停留所             | 終点     |
| -------- | -------- | -------- | ------------------------ | -------- |
| 11       | 阪神バス | 阪急園田 | (小中島)-若王寺-(下坂部) | 阪神尼崎 |
| 12       | 阪神バス | 阪急塚口 | (上坂部-)若王寺-(下坂部) | 阪神杭瀬 |
| 21       | 阪神バス | 阪急園田 | (御園)-若王寺-(上坂部)   | 阪急塚口 |
| 21-2     | 阪神バス | 戸ノ内   | (御園)-若王寺-(上坂部)   | 阪急塚口 |
| 22       | 阪神バス | 阪急園田 | (御園)-若王寺-(下坂部)   | 阪神尼崎 |
| 22-2     | 阪神バス | 阪急園田 | (御園)-若王寺-(下坂部)   | 阪神尼崎 |

## 校区
出典:
| 丁目 | 区域 | 小学校       | 中学校     |
| ---- | ---- | ------------ | ---------- |
| 1    | 全域 | 園田南小学校 | 小園中学校 |
| 2    | 全域 | 小園小学校   | 小園中学校 |
| 3    | 全域 | 小園小学校   | 小園中学校 |

## 施設

### 1丁目
- 若王寺池
- 尼崎市立園田南小学校
- 若王寺熊野大神社
- 淨円寺

### 2丁目
- 焼肉きんぐ 尼崎近松店
- 若王寺公園
- 若王寺2丁目緑地
- 若王寺こども食堂
- 若王寺墓地
- 百合学院高等学校
- 百合学院小学校

### 3丁目
- 向田公園
- 尼崎市立小園小学校
- 若王寺遺跡
- 大阪国税局業務センター阪神分室